# 메틸수은
메틸수은(Methylmercury)은 수은이 메탄과 결합하여 만들어진 화합물이다. 

## 설명
메틸수은은 화학식 [CH3Hg]+를 갖는 유기금속화학의 양이온이다. 가장 단순한 유기수은 화합물이다. 메틸수은은 독성이 매우 강하며 그 유도체는 사람을 위한 유기 수은의 주요 공급원이다. 반감기가 50일인 생물 농축 환경 독성 물질이다. 메틸수은(생물학적으로 다이메틸수은에서 유래했다.)은 악명 높은 미나마타병의 주된 원인 물질이다. 메틸수은은 주로 물고기에서 발생되는데 강 및 바다에서 먹이 사슬로 인하여 물고기의 몸에 축적되는 것으로 발생한다. 

## 같이 보기
- 수은
- 화합물